# Carrhotus tristis
Carrhotus tristis là một loài nhện trong họ Salticidae.
Loài này thuộc chi Carrhotus. Carrhotus tristis được Tord Tamerlan Teodor Thorell miêu tả năm 1895.